# Institut Henri Poincaré

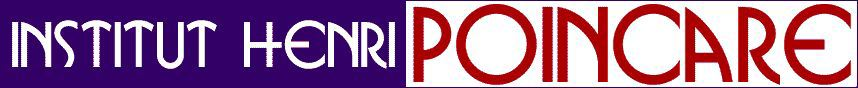
Logo des IHP

Das Institut Henri Poincaré (IHP) ist ein zentrales französisches Institut für Mathematik und theoretische Physik in Paris. Es ist als École interne der Universität Paris VI angegliedert. Sitz ist die Rue Pierre et Marie Curie 11 in Paris.
Das Institut beherbergt eine Bibliothek mit 2009 etwa 35.000 Büchern und 255 Zeitschriften und Seminarräume. Außerdem ist es Sitz verschiedener französischer mathematischer und physikalischer Gesellschaften wie der Société Mathématique de France (SMF), der französischen physikalischen Gesellschaft (SFP), der französischen statistischen Gesellschaft (SFdS), der Fondation Sciences Mathématiques de Paris (FSMP) und der französischen Gesellschaft für Angewandte und Industrie-Mathematik (SMAI). Das IHP veranstaltet regelmäßig Workshops, Seminare und Konferenzen. Hauptsächlich werden jedes Jahr unter dem Dach des Centre Émile Borel (CEB) drei Trimester zu speziellen Themen organisiert. Am IHP finden auch die bekannten Bourbaki Seminare statt und die Preisträger der französischen Akademie der Wissenschaften halten hier ihre Preisvorträge.
Das Institut veröffentlicht die Zeitschrift Annales de l´Institut Henri Poincaré (AIHP) in drei Reihen: A (Theoretical and Mathematical Physics), B (Probability and Statistics), C (Nonlinear Analysis). 1964 erfolgte die erste Spaltung in A,B, gefolgt 1983 von C. Die Reihe A erscheint in Kooperation mit Acta Physica Helvetica im Birkhäuser Verlag, nachdem beide Zeitschriften 2000 fusionierten, seitdem heißt sie Annales Henri Poincaré.
Das Institut wurde 1928 mit Unterstützung der Rockefeller-Stiftung gegründet und nach Henri Poincaré benannt. 
Treibende Kräfte waren die führenden französischen Mathematiker Émile Borel (der Gründungsdirektor des IHP), Jacques Hadamard und Émile Picard sowie der US-amerikanische Mathematiker George David Birkhoff, der auf dem Gebiet dynamischer Systeme arbeitete, das von Poincaré revolutioniert wurde. Eines der Motive für die Gründung war ein Aufholbedarf insbesondere in theoretischer Physik in Frankreich gegenüber dem Ausland und der Wunsch einer besseren internationalen Vernetzung. Neben theoretischer Physik spielte auch die Wahrscheinlichkeitstheorie, die von Borel gepflegt wurde, in den Anfangszeiten eine große Rolle.
Mit der Umorganisation der Universität Paris in den 1970er Jahren wurde der Sitz des IHP überwiegend von fachfremden Organisationen genutzt. Initiativen verschiedener französischer Mathematiker und Physiker wie Jean-Pierre Aubin, Bernard Teissier und Bernard Julia (Demazure Report) in den 1980er Jahren führten zur Neugründung 1990 mit Angliederung an die Universität Paris VI und gleichzeitiger Nutzung durch das CNRS.